# 陽気ハッスルランド
陽気ハッスルランド（ようきハッスルランド）は、京都府船井郡京丹波町に所在する完全予約制・入園無料の遊園地である。オーナー単独による奇想天外な遊具と独創的おもてなしによる「次世代型遊園地」として知られ、『探偵!ナイトスクープ』（朝日放送、2011年12月2日放送分）や『ナニコレ珍百景』（テレビ朝日、2014年6月25日放送分）、『ひらけ!パンドラの箱 アンタッチャブるTV』（関西テレビ、2023年5月16日放送分）など、数々のテレビ番組でも紹介されている。

## 概要
2008年、陽気おじさんことオーナーの吉村和夫は脳梗塞に倒れたことをきっかけとして、それまで京都市西京区にて行っていた建築会社の事業経営を止める。吉村は花見会場を造ることを目的に購入して桜を植えるなどの整備を行ってきた京丹波の約300坪の土地を、「生かされた命。人のために楽しいことをしよう。」と遊園地に変えることを思いつき、2009年に陽気ハッスルランドを開園する。「3歳から90歳まで同じ目線で楽しんでもらえる」をモットーとして、地面と平行に吊るした丸太に乗り、丸太を使ってドラム缶を叩く「五右衛門風呂たたき」、水が入ったボトルにボールを当てて倒す「ペットボトル倒し」などのユニークな遊具を、単独で次々と開発・設置している。アトラクションでのアクティビティは、基本的に吉村が付きっきりで案内することとなっている。
2023年現在、アトラクションの総数は41基におよぶ。また、京丹波町観光協会の公式サイトでもお出かけ先の1つとして紹介されているほか、道路地図帳『ツーリングマップル』（昭文社）のマップにも名が掲載されている。
なお、入園料が無料なのは、吉村が幼い頃に貧しくて遊園地に行けなかった経験によるこだわりである。

## 評価
京都新聞には、「乗り物に身を任せ、スリルを味わう大型テーマパークでの楽しみ方とは違い、自由に体を動かし、吉村さんとコミュニケーションを取りながら双方向で満喫できるのが最大にして『次世代的な』魅力なのかもしれない」と評されている。
杉村太蔵には、「『遊びは、自分で造り出す』発想の豊さには驚きましたし、お1人で造った熱意は（中略）感動モノでした」と評されている。